# Hard bop
Hard bop (również neo-bop) – odmiana stylu muzycznego bebop należąca do jazzu nowoczesnego, powstała na wschodnim wybrzeżu USA jako reakcja czarnoskórych muzyków końca lat. 50. XX w. na uładzony, zeuropeizowany cool jazz. Zawiera liczne wpływy rhythm and bluesa, muzyki gospel oraz bluesa, szczególnie dostrzegalnego w partiach saksofonu i fortepianu. Muzyka żywiołowa, ekspresyjna, z intensywną pulsacją rytmiczną i prostszymi formułami formalnymi niż w cool jazzie.
Do najbardziej znanych przedstawicieli hard bopu należą m.in.: Cannonball Adderley, Art Blakey, Clifford Brown, Donald Byrd, Sonny Clark, John Coltrane, Lou Donaldson, Miles Davis, Kenny Drew, Benny Golson, Dexter Gordon, Joe Henderson, Andrew Hill, Freddie Hubbard, Milt Jackson, Wes Montgomery, Jackie McLean, Charles Mingus, Blue Mitchell, Hank Mobley, Thelonious Monk, Lee Morgan, Sonny Rollins, Horace Silver oraz Doug Watkins.